# Тоотси (деревня)
То́отси (эст. Tootsi), на местном диалекте То́одси (эст. Toodsi) — деревня в волости Выру уезда Вырумаа, Эстония.   
До административной реформы местных самоуправлений Эстонии 2017 года входила в состав волости Рыуге (упразднена).

## География и описание
Расположена в 7 километрах к юго-востоку от волостного и уездного центра — города Выру. Высота над уровнем моря — 189 метров.
Климат — умеренный. Официальный язык — эстонский. Почтовый индекс — 65537.

## Население
По данным переписи населения 2021 года, в Тоотси насчитывалось 32 жителя, все — эстонцы.
По данным переписи населения 2011 года, в деревне проживали 30 человек, также все — эстонцы.
В 2020 году в деревне проживали 38 человек, из них 16 мужчин и 22 женщины; детей в возрасте до 14 лет включительно — 8, лиц пенсионного возраста (65 лет и старше) — 7.
Численность населения деревни Тоотси:
| Год  | 1959 | 1970 | 1979 | 1989 | 2011 | 2017 | 2018 | 2019 | 2020 | 2021 |
| ---- | ---- | ---- | ---- | ---- | ---- | ---- | ---- | ---- | ---- | ---- |
| Чел. | 45   | ↘ 39 | ↗ 60 | ↘ 44 | ↘ 30 | ↗ 41 | ↘ 40 | ↘ 37 | ↗ 38 | ↘ 32 |

## История
В письменных источниках 1684 года упоминается человек по имени Lysi Todze Thomas, в 1765 году упоминается деревня Тоотсе (Dorf Tootse), в 1839 году — Totzi .
Тоотси выросла из рядом расположенной деревни Люэзи (эст. Lüüsi, в 1684 году упоминается Lysikülla), которая в настоящее время является частью деревни Колорейно. На военно-топографических картах Российской империи (1846—1866 годы), в состав которой входила Лифляндская губерния, обозначены деревни Тотси и Люзи.
В 1977 году, в период кампании по укрупнению деревень, с Тоотси были объединены деревни Калласты (эст. Kallastõ, Kallaste) и Палги (эст. Palgi).